# Miami Open 2021
Die Miami Open 2021 (offiziell: Miami Open presented by Itaú) waren ein Tennisturnier der WTA Tour 2021 für Damen und ein Tennisturnier der ATP Tour 2021 für Herren in Miami Gardens, welche zeitgleich vom 22. März bis zum 4. April 2021 stattfanden.

## Herrenturnier
→ Hauptartikel: Miami Open 2021/Herren
→ Qualifikation: Miami Open 2021/Herren/Qualifikation

## Damenturnier
→ Hauptartikel: Miami Open 2021/Damen
→ Qualifikation: Miami Open 2021/Damen/Qualifikation